# Thunder (cantante)
Park Sang-hyun (en hangul, 박상현; Busan, 7 de octubre de 1990), más conocido por su nombre artístico Thunder (en hangul, 천둥), es un cantante y compositor surcoreano, que ha vivido y se ha criado en Filipinas. Además, fue integrante del grupo surcoreano MBLAQ y es el hermano menor de la vocalista de la banda 2NE1, Sandara Park.
Junto con su idioma nativo el coreano, también habla el tagalo, el inglés y conversacionalmente el chino mandarín y japonés.

## Biografía
Thunder nació en Busan, Corea del Sur, pero creció en Filipinas, donde su hermana mayor, Sandara Park, alcanzó la fama en todo el país en el 2004, después de ganar el segundo lugar en un concurso de talentos. Apareció por primera vez en la televisión nacional cuando asistió a la final con su madre. Más adelante, como su hermana comenzó con sus actividades agitados como celebridad, una tripulación de una de las agencias más grandes de televisión de Corea del Sur registró sobre su vida personal, publicada en un documental titulado "Mi nombre es Sandara Park". Esto marcó la primera aparición de que cada vez que Thunder, también ganaba cobertura en la televisión coreana.
Sandara volvió a ejercer sus actividades en su país de origen, en la que la llevó de vuelta con su familia a Corea en el 2007. En ese momento, Thunder había terminado su educación secundaria en Filipinas. Fue más adelante que reveló en una entrevista de una revista, que había decidido seguir una carrera profesional como ser un jugador de fútbol, específicamente como mediocampista. Se dio por vencido y en su lugar comenzó a ingresar en las audiciones para una agencia de entretenimiento, uno de los cuales era la empresa "JYP Entertainment". Había tomado talleres de baile bajo la dirección de su hermana Sandara, quien más adelante decidió regresar de vuelta a las Filipinas.
Thunder finalmente se convirtió en un aprendiz bajo formación de la academia "LOEN Entertainment", donde conoció a la cantante IU. Participó en el álbum debut de IU, en una de sus canciones titulada "Mia" y también participó en otros videos musicales de bandas reconocidas como Big Bang en la canción "Lies" y de Super Junior en la canción "Sorry Sorry".

## Discografía

### Sencillos promocionales
| Año  | Sencillo   | Posición en los chart | Posición en los chart | Álbum                  |
| Año  | Sencillo   | Gaon                  | Gaon                  | Álbum                  |
| Año  | Sencillo   | Digital Comprehensive | Download              | Álbum                  |
| ---- | ---------- | --------------------- | --------------------- | ---------------------- |
| 2011 | "Blaq Cat" | —                     | —                     | Non-album release      |
| 2012 | "Don't Go" | 97                    | 82                    | The BLAQ%' Tour Part 2 |
| 2014 | "Gone"     |                       |                       | Gone Digital Single    |

### Como artista invitado
| Año  | Sencillo                              | Posición en los chat | Posición en los chat | Posición en los chat | Álbum    |
| Año  | Sencillo                              | KOR                  | JPN                  | CHN                  | Álbum    |
| ---- | ------------------------------------- | -------------------- | -------------------- | -------------------- | -------- |
| 2010 | "Merry Christmas in Advance" (con IU) | —                    | —                    | —                    | Real     |
| 2011 | "Run Away" (con Lee Joon & Wei Chen)  | —                    | —                    | 1                    | Daybreak |

## Filmografía

### Dramas
| Año  | Título                                             | Personaje     | Canal          | Notas           |
| ---- | -------------------------------------------------- | ------------- | -------------- | --------------- |
| 2011 | Welcome to the Show                                | Himself       | SBS            | Sitcom (cameo)  |
| 2011 | Moon Night 90                                      | Koo Jun Yup   | Mnet           | Fictional drama |
| 2011 | Padam Padam... The Sound of His and Her Heartbeats | Yang Kang Woo | JTBC           | Cameo           |
| 2012 | Strongest K-Pop Survival                           | Himself       | Channel A      | Cameo           |
| 2013 | Nail Shop Paris                                    | Jin           | MBC Plus Media | Lead role       |

### Variedades/Reality show
| Año         | Título                                           | Canal     | Notas                                                                           |
| ----------- | ------------------------------------------------ | --------- | ------------------------------------------------------------------------------- |
| 2009        | Idol Army                                        | MBC       | season 5 with MBLAQ                                                             |
| 2009        | Art of Seduction                                 | M.net     | with MBLAQ                                                                      |
| 2010        | Raising Idols                                    | Comedy TV | with Dongho, Eli & Key                                                          |
| 2010        | Idol Maknae Rebellion                            | ETN       | guest with MBLAQ                                                                |
| 2010        | Mnet Scandal                                     | M.net     | segment cast                                                                    |
| 2010        | Shin PD                                          | SBS       | episode 1 with MBLAQ, episode 8-9 with Super Junior & MBLAQ without G.O and Mir |
| 2010        | Making the Artist                                | GomTV     | with MBLAQ                                                                      |
| 2010        | MBLAQ Goes To School                             | M.net     | with MBLAQ                                                                      |
| 2010        | Invincible Youth                                 | KBS 2TV   | episode 40 - 41 guest along with MBLAQ                                          |
| 2010        | Flower Bouquet                                   | MBC       | guest with MBLAQ in Chuseok special                                             |
| 2010        | Heroes                                           | SBS       | episode 2 with MBLAQ w/o G.O                                                    |
| 2010        | Win Win                                          | KBS 2TV   | episode 33 surprise guest for Sandara                                           |
| 2010        | Star Golden Bell                                 | KBS       | guest                                                                           |
| 2010-2012   | Star King                                        | SBS       | guest with MBLAQ                                                                |
| 2010-2012   | Weekly Idol                                      | M.net     | guest with MBLAQ                                                                |
| 2011        | Imagination Arcade                               | KBS       | regular cast                                                                    |
| 2011        | Beatles Code                                     | M.net     | guest with MBLAQ                                                                |
| 2011        | Strong Heart                                     | SBS       | episode 76 guest                                                                |
| 2011        | 100 Points Out of 100 Points aka "Oh! My School" | KBS       | with MBLAQ and other idols                                                      |
| 2011        | Sesame Player                                    | M.net     | season 1 with MBLAQ with the exception of Mir due to his back injury            |
| 2011        | We Got Married                                   | MBC       | guest commentator Housewarming Party II episode                                 |
| 2011        | 1 vs 100                                         | KBS 2TV   | contestant                                                                      |
| 2011 - 2012 | Gag Concert                                      | KBS 2TV   | guest with MBLAQ (promoting Mona Lisa and It's War)                             |
| 2012        | MBLAQ's Hello Baby                               | KBS       | with MBLAQ                                                                      |
| 2012        | 1000 Song Challenge                              | SBS       | with MBLAQ                                                                      |
| 2012        | Birth of a Family                                | KBS       | with Seungho                                                                    |
| 2012        | Let's Go Dream Team! Season 2                    | KBS 2TV   | episode 103 with Seungho & episode 126 with Mir                                 |
| 2012        | Running Man                                      | SBS       | episode 95 guest with Sistar & MBLAQ with the exception of Mir                  |
| 2012        | MyDol                                            | M.net     | with MBLAQ & VIXX                                                               |
| 2012        | Idol Manager                                     | MBC       | with MBLAQ                                                                      |
| 2012        | Best Doctor Show                                 | MBC       | guest with Mir                                                                  |
| 2013        | SNL Korea                                        | TvN       | with MBLAQ                                                                      |
| 2013        | Star King                                        | SBS       | with MBLAQ                                                                      |
| 2013        | Let's Go Dream Team! Season 2                    | KBS 2TV   | with MBLAQ                                                                      |
| 2013        | Immortal Song 2                                  | KBS 2TV   | with MBLAQ                                                                      |
| 2013        | Weekly Idol                                      | Mnet      | with MBLAQ                                                                      |
| 2013        | Beatles Code Season 2                            | Mnet      | with MBLAQ                                                                      |
| 2013        | 1000 Song Challenge                              | SBS       | with Seungho                                                                    |
| 2014        | Let's Go Dream Team! Season 2                    | KBS       | with Seungho                                                                    |
| 2014        | Idol Star Athletics Championship                 | MBC       | -                                                                               |
| 2017        | King of Mask Singer                              | MBC       | participó como "Robot Mania" - (ep. 93)                                         |

### Espectáculos por televisión
| Año  | Título           | Canal      | Nota                                                 |
| ---- | ---------------- | ---------- | ---------------------------------------------------- |
| 2010 | The M Wave       | Arirang TV | Co-hosted with Krystal Jung                          |
| 2011 | Show! Music Core | MBC        | Ulsan Summer Festival MC with Lee Joon, Suzy, Jiyeon |
| 2011 | Show! Music Core | MBC        | special MC with G.O to accompany Suzy                |
| 2012 | M! Countdown     | Mnet       | special MC with G.O                                  |
| 2013 | M! Countdown     | Mnet       | special MC with Lee Joon                             |

### Participaciones en videos musicales
| Año  | Título          | Artista        |
| ---- | --------------- | -------------- |
| 2008 | Lost Child      | IU             |
| 2009 | New Celebration | Lyn feat. Dok2 |
| 2010 | Present         | K.Will         |
| 2011 | No No No No No  | C-REAL         |
| 2013 | Do You Love Me  | 2NE1           |